# IFA-2
IFA-2 (acronyme d'Interconnexion France-Angleterre 2) est une liaison sous-marine HVDC sous la Manche entre la France (Normandie) et le Royaume-Uni (Devon). Elle est mise en service en janvier 2021.

## Spécification
Le câble sous-marin a une longueur de 204 km, sous une tension de 320 kV pour une puissance de 1 000 MW. Il s'agit du deuxième câble sous la Manche, après IFA 2000.

## Parcours

Les différents réseaux électriques d'Europe.

Liaisons sous-marines électriques HVDC en Europe (à l'exception des lignes de faible puissance). Légende :,,.

IFA-2 relie le réseau synchrone de Grande-Bretagne (en) au réseau synchrone d'Europe continentale. La liaison avec le réseau français se fait à la sous-station de 400 kV de Tourbe. De là, un câble souterrain à haute tension et à courant alternatif (HVAC) de 300 m mène à la station de conversion située à proximité. De la station de conversion, un câble HVDC souterrain de 24 km court jusqu'au point d'atterrage à l'est de Merville-Franceville-Plage , près de Caen en Normandie.
Du côté britannique, le point d'atterrage est situé à Monks Hill Beach, à l'extrémité sud de RNAS Lee-on-Solent (HMS Daedalus) (en), près de Portsmouth. La station de conversion est située au nord-est de l'aérodrome de Solent. De là, un câble HVAC long de 2 km passe sous l'eau jusqu'au point de connexion au réseau à la sous-station de 400 kV de Chilling, près de Warsash (en), Hampshire.

## Historique
Le projet a été développé par IFA2 SAS, une coentreprise entre UK National Grid et RTE, en France.
En 2015, la Commission européenne a identifié IFA-2 comme l'un des principaux projets d'infrastructure énergétique. Le développement des énergies renouvelables intermittentes et diffuses conduit au renforcement des interconnexions européennes.
En 2017, le contrat pour l'IFA-2 a été attribué à Prysmian Group et à ABB.
En octobre 2019, la construction du bâtiment du convertisseur, en Angleterre, est achevée. Les travaux de pose de câbles dans l'est du Solent ont lieu fin 2019.
Le câble est mis sous tension pour la première fois le 15 octobre 2020, en préparation des tests avant la mise en service.

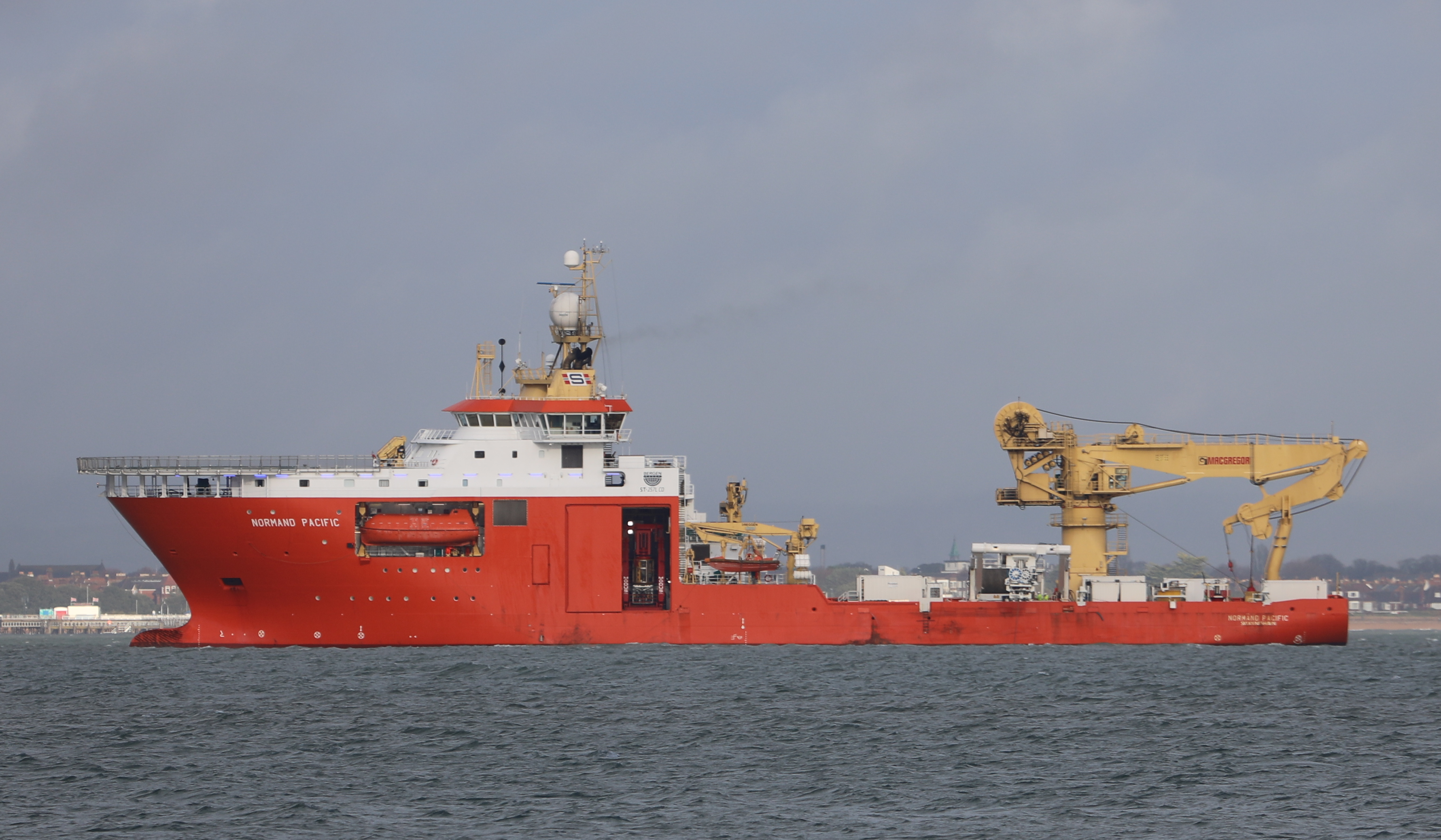
Normand Pacific dans le Solent pour des travaux d'enfouissement de câbles relatifs à IFA-2